# Massif de Marseilleveyre
Das Massif de Marseilleveyre ist ein zerklüftetes, verkarstetes Bergmassiv südlich von Marseille. Seine spektakulären fjordartigen Buchten sind Teil der Calanques.

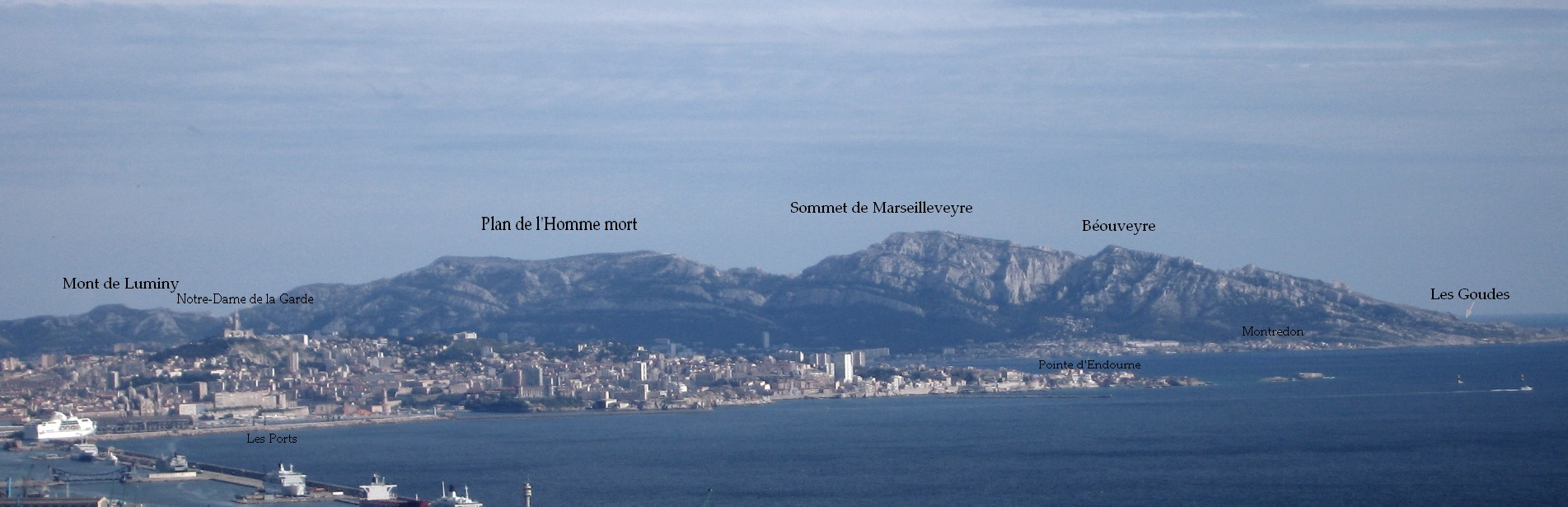
Das Marseilleveyre-Massiv von der Stadt Marseille aus gesehen

## Geographie
Tief eingeschnittene Täler und Schluchten wie das Grand Malvallon, das Vallon de la Mounine oder das Vallon des Aiguilles führen nur  nach Regenfällen Wasser in den Bächen auf dem Talgrund.
Zahlreiche Höhlen wie die Grotte de l'Ours, die Grotte de l'Eremite oder der Aven Gombault, Karstquellen wie die Fontaine de Voire oder die Fontaine de Brès und bizarre Felsformationen wie der natürliche Steinbogen Les Trois Arches im oberen Malvallon prägen das Massiv.
Zahlreiche Wanderwege und Kletterrouten durchziehen die Berge. Der Col de la Selle und der Col des Chèvres östlich bzw. westlich des Sommet de Marseilleveyre ermöglichen die Überschreitung des Bergmassivs in Nord-Süd-Richtung.

### Toponymie
Der Name des Massivs bedeutet Massiv, von dem man Marseille sieht (veyre = okzitanisch 'sehen').

### Vegetation
Die natürlich karge Vegetation wird durch wiederkehrende Waldbrände zusätzlich vermindert. Typische Pflanzen sind die Aleppokiefer, die Garrigue und vereinzelte Pinien und Zypressen. Wälder finden sich fast nur noch am nördlichen Fuß des Massivs und im Bois de la Selle unterhalb des Col de la Selle.

### Bemerkenswerte Erhebungen
- Sommet de Marseilleveyre, 432 m, höchster Punkt des Massivs
- Béouveyre, 397 m
- Tête de l'Homme, 396 m
- Tête de la Mounine, 385 m
- Sommet Ouest de l'Homme Mort, 374 m
- Tête de la Melette, 362 m
- Pointe Callot, 346 m
- Les Trois Pics, 335 m
- Rocher St. Michel, 322 m
- Tête du Trou du Chat, 281 m
- Rocher des Goudes, 258 m

## Weblinks

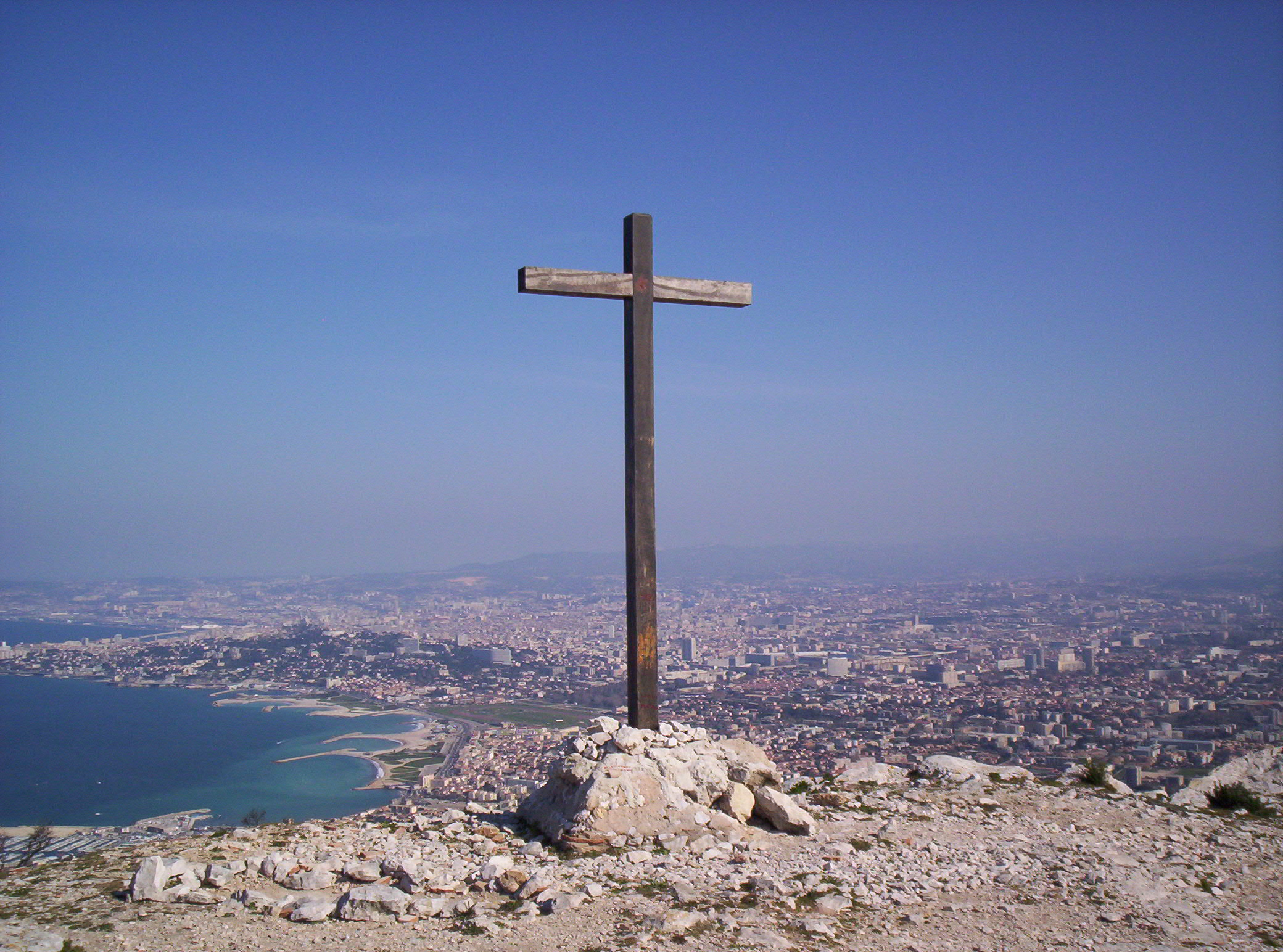
Gipfelkreuz des Sommet de Marseilleveyre
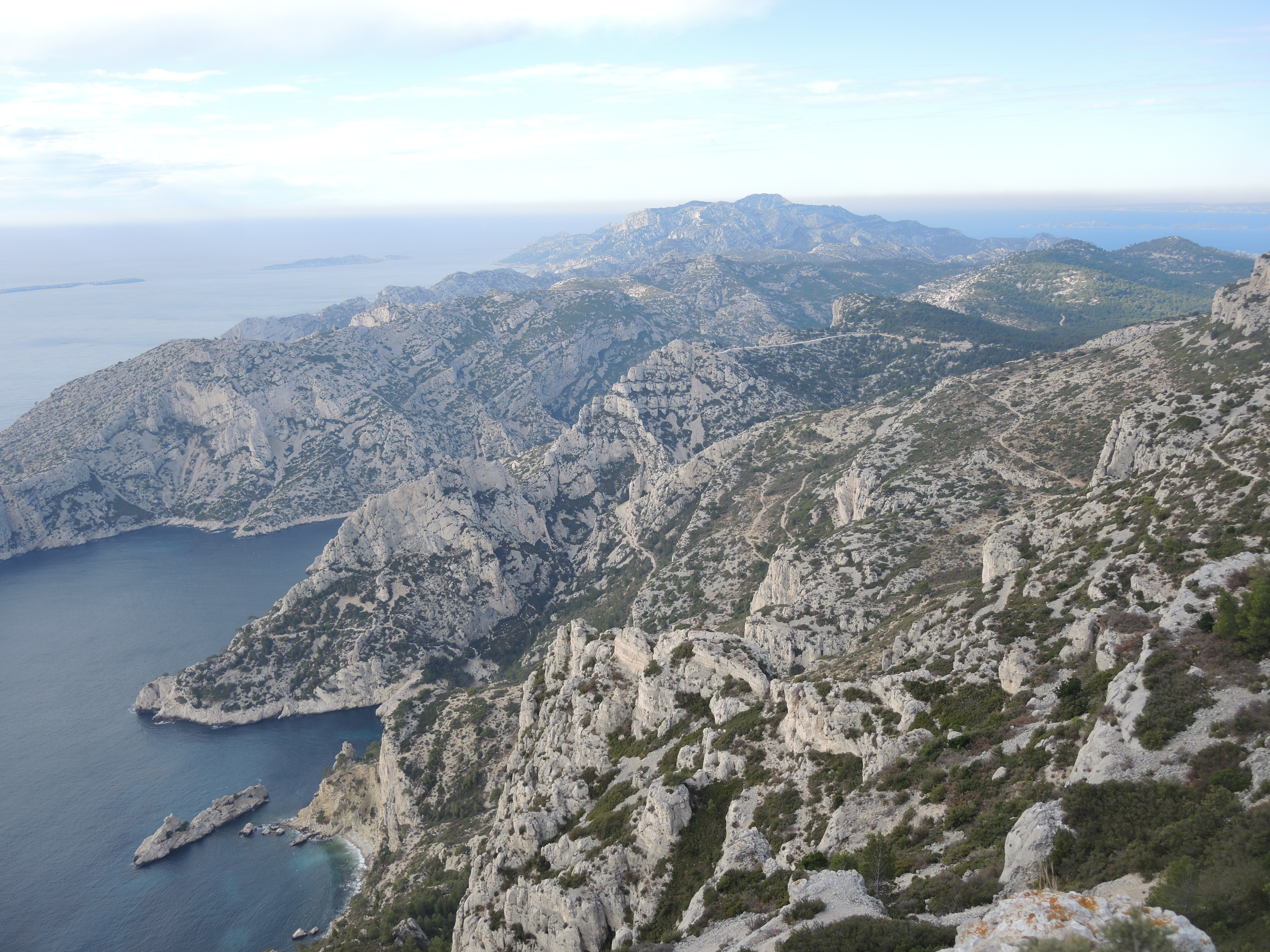
Das Marseilleveyre-Massiv gesehen vom Mont Puget
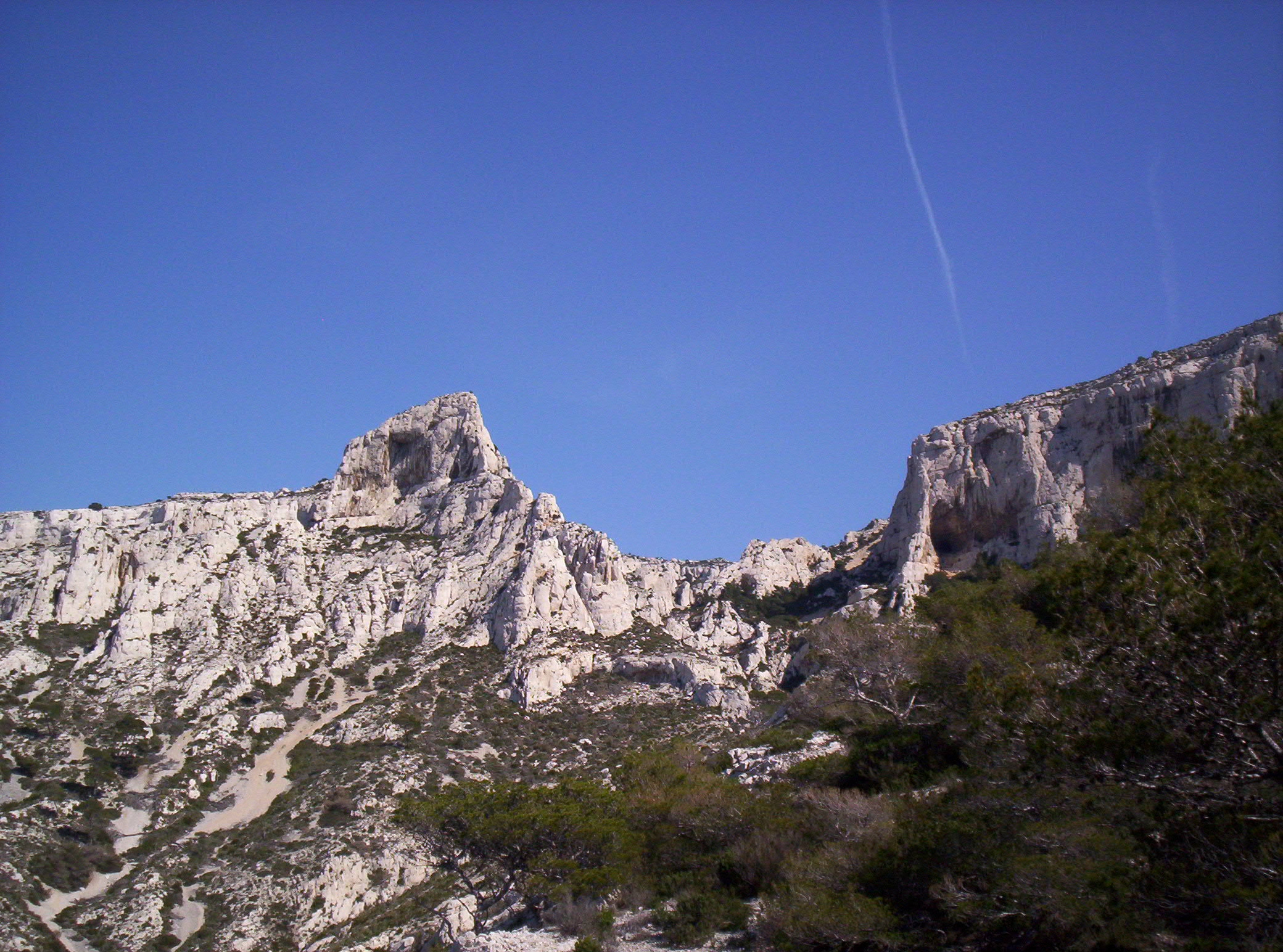
Der Tête du Trou du Chat und der Rocher St. Michel